# (3073) Kursk
(3073) Kursk (1979 SW11) to planetoida z pasa głównego.

## Odkrycie
Planetoida została odkryta przez Nikolaia Czernycha z Krymskiego Obserwatorium Astrofizycznego w Naucznym na Półwyspie Krymskim w dniu 24 września 1979 roku.
Nazwa obiektu pochodzi od rosyjskiego miasta Kursk.

## Orbita
Orbita 3073 Kurska nachylona jest do płaszczyzny ekliptyki pod kątem 5,03°. Na jeden obieg wokół Słońca ciało to potrzebuje 3,36 roku, krążąc w średniej odległości 2,24 j.a. od Słońca. Mimośród orbity dla tego ciała to 0,137.

## Właściwości fizyczne
Kursk ma średnicę ok. 8 km. Jego jasność absolutna to 13,5m.

## Księżyc planetoidy
Astronomowie z obserwatorium Ondrejov donieśli na podstawie obserwacji zmian jasności krzywej blasku 3073 Kursk o odkryciu w towarzystwie tej planetoidy księżyca. Odkrycie miało miejsce 3 stycznia 2007 roku.
Księżyc ten został tymczasowo oznaczony S/2007 (3073) 1. Jego średnica to 1,5 km. Obydwa składniki obiegają wspólny środek masy w średniej odległości od siebie ok. 25–30 km w czasie 44,96 godziny.